# Tricalamus
Tricalamus là một chi nhện trong họ Filistatidae.